# Arne Lindblad
Arne Lorentz Lindblad, född 30 januari 1887 i Jönköpings Kristina församling, död 19 december 1964 i Täby, var en svensk skådespelare.

## Biografi
Arne Lindblad var son till operasångaren Axel Lorentz Teodor Lindblad och Anna Vilhelmina, ogift Söderström. Lindblad scendebuterade 1905 och var bland annat verksam hos Axel Engdahl i Göteborg samt på flera andra teatrar i Sverige och Finland. Bland annat spelade han under första världskriget på Apolloteatern i Helsingfors tillsammans med Edvard Persson, Julia Caesar och Eric Abrahamsson.
Lindblad filmdebuterade i Kungliga Johansson (1934). Han är en av de svenska skådespelare som gjort flest filmroller genom tiderna, nämligen 146 roller. Under sin storhetstid på 1930-, 40- och 50-talen medverkade han i drygt tio filmer per år. Han agerade dock nästan alltid i biroller och bara en gång fick han spela en huvudroll: i Pettersson & Bendels nya affärer (1945). Arne Lindblad är begravd på Dunkers kyrkogård.

## Filmografi
- 1934 – Kungliga Johansson
- 1934 – Kvinnorna kring Larsson
- 1934 – Marodörer
- 1934 – Simon i Backabo
- 1935 – Järnets män
- 1935 – Munkbrogreven
- 1935 – Äktenskapsleken
- 1936 – Flickorna på Uppåkra
- 1936 – Johan Ulfstjerna
- 1936 – Släkten är värst
- 1937 – Pensionat Paradiset
- 1937 – Vi går landsvägen
- 1937 – Häxnatten
- 1937 – Skicka hem nr. 7
- 1937 – En sjöman går iland
- 1937 – Än leva de gamla gudar
- 1937 – Odygdens belöning
- 1938 – Eli Sjursdotter
- 1938 – Styrman Karlssons flammor
- 1938 – Vi som går scenvägen
- 1938 – Karriär
- 1938 – Adolf klarar skivan
- 1938 – Med folket för fosterlandet
- 1938 – Snickar Folking tar semester
- 1939 – En enda natt
- 1939 – I dag börjar livet
- 1939 – Filmen om Emelie Högqvist
- 1939 – Melodin från Gamla Stan
- 1939 – Vi två
- 1939 – Mot nya tider
- 1939 – Vi på Solgläntan
- 1939 – Gubben kommer
- 1939 – Adolf i eld och lågor
- 1939 – Hennes lilla Majestät
- 1939 – Panik
- 1940 – Beredskapspojkar
- 1940 – Hjältar i gult och blått
- 1940 – Lillebror och jag
- 1940 – Hennes melodi
- 1940 – Snurriga familjen
- 1940 – Vi tre
- 1940 – ... som en tjuv om natten
- 1940 – Hanna i societén
- 1940 – Karl för sin hatt
- 1940 – Kyss henne!
- 1941 – Soliga Solberg
- 1941 – En fattig miljonär
- 1941 – En man för mycket
- 1941 – Lasse-Maja
- 1941 – Spökreportern
- 1941 – Fröken Kyrkråtta
- 1941 – Uppåt igen
- 1942 – Sol över Klara
- 1942 – En trallande jänta
- 1942 – Rid i natt!
- 1942 – Tre skojiga skojare
- 1942 – En äventyrare
- 1942 – Ungdom i bojor
- 1942 – Sexlingar
- 1943 – Aktören
- 1943 – Kungsgatan
- 1943 – Elvira Madigan
- 1943 – Anna Lans
- 1943 – I mörkaste Småland
- 1943 – I brist på bevis
- 1943 – En flicka för mej
- 1943 – En melodi om våren
- 1943 – Det spökar - det spökar ...
- 1943 – Hon trodde det var han
- 1943 – Prästen som slog knockout
- 1943 – Stora skrällen
- 1944 – Prins Gustaf
- 1944 – Fia Jansson från Söder
- 1944 – Fattiga riddare
- 1944 – Sabotage
- 1944 – Hans officiella fästmö
- 1944 – Stopp! Tänk på något annat
- 1944 – Vår Herre luggar Johansson
- 1944 – En dag skall gry
- 1944 – Kungajakt
- 1945 – Pettersson & Bendels nya affärer
- 1945 – Blåjackor
- 1945 – Rattens musketörer
- 1945 – I Roslagens famn
- 1946 – Johansson och Vestman
- 1946 – Kris
- 1946 – Iris och löjtnantshjärta
- 1946 – 100 dragspel och en flicka
- 1946 – Hotell Kåkbrinken
- 1946 – Ballongen
- 1946 – Pengar - en tragikomisk saga
- 1946 – Försök inte med mej ..!
- 1946 – Kristin kommenderar
- 1946 – Möte i natten
- 1947 – Tappa inte sugen
- 1947 – Pappa sökes
- 1947 – Konsten att älska
- 1947 – Stackars lilla Sven
- 1947 – Den långa vägen
- 1947 – Bröllopsnatten
- 1947 – En fluga gör ingen sommar
- 1947 – Försummad av sin fru
- 1947 – Kvinna utan ansikte
- 1947 – Nyckeln och ringen
- 1948 – De kämpade sig till frihet
- 1948 – Musik i mörker
- 1948 – Lappblod
- 1948 – Loffe som miljonär
- 1948 – Flickan från fjällbyn
- 1949 – Huset nr 17
- 1949 – Pappa Bom
- 1949 – Greven från gränden
- 1949 – Gatan
- 1949 – Hur tokigt som helst
- 1949 – Lång-Lasse i Delsbo
- 1950 – Två trappor över gården
- 1950 – Flicka och hyacinter
- 1950 – Kanske en gentleman
- 1950 – Bengtssons inför framtiden
- 1951 – Tull-Bom
- 1951 – Frånskild
- 1952 – Flyg-Bom
- 1952 – Han glömde henne aldrig
- 1952 – Kalle Karlsson från Jularbo
- 1952 – Säg det med blommor
- 1952 – Åsa-Nisse på nya äventyr
- 1952 – Snurren direkt
- 1953 – Dansa min docka
- 1953 – Dumbom
- 1953 – I takt med utvecklingen
- 1953 – Ursula – flickan i finnskogarna
- 1954 – En lektion i kärlek
- 1954 – Flottans glada gossar
- 1954 – Herr Arnes penningar
- 1954 – Gud Fader och tattaren
- 1955 – Stampen
- 1955 – Älskling på vågen
- 1955 – Ljuset från Lund
- 1955 – Sommarnattens leende
- 1955 – Flottans muntergökar
- 1956 – Sceningång
- 1956 – Skorpan
- 1956 – 7 vackra flickor
- 1957 – Åsa-Nisse i full fart
- 1959 – Guldgrävarna
- 1960 – Djävulens öga
- 1964 – Älskande par

## Teater

### Roller
| År   | Roll                        | Produktion                                                                                  | Regi                         | Teater                           |
| ---- | --------------------------- | ------------------------------------------------------------------------------------------- | ---------------------------- | -------------------------------- |
| 1908 |                             | Det nya systemet, eller Förbudslagen i Brackböle, Sommarfluga Axel Engdahl och Fritz Schéel |                              | Brunnshusteatern, Helsingfors    |
| 1908 |                             | Lönndörren (Les Petites voisines) Hippolyte Raymond och Jules de Gastyne                    |                              | Brunnshusteatern, Helsingfors    |
| 1908 | Doktor Leopold Neumeister   | Sabinskornas bortrövande (Der Raub der Sabinerinnen) Paul och Franz von Schönthan           | Thor Christiernsson          | Brunnshusteatern, Helsingfors    |
| 1908 |                             | Niniche Alfred Hennequin, Marius Boullard och Albert Millaud                                |                              | Brunnshusteatern, Helsingfors    |
| 1908 | Kumlin                      | Stabstrumpetaren Frans Hedberg                                                              |                              | Brunnshusteatern, Helsingfors    |
| 1908 | Loriot, brigadör            | Lilla helgonet (Mam'zelle Nitouche) Hervé, Henri Meilhac och Albert Millaud                 |                              | Brunnshusteatern, Helsingfors    |
| 1934 | Bankiren                    | Tovaritch Jacques Deval                                                                     | Ernst Eklund                 | Komediteatern                    |
| 1935 |                             | Vi måste gifta bort mamma Neil Grant                                                        | Alice Eklund                 | Komediteatern                    |
| 1935 | Flogdell                    | Tonvikt på ungdomen Samson Raphaelson                                                       | Ernst Eklund                 | Komediteatern                    |
| 1936 | Anselm, ordens skattmästare | Regina von Emmeritz Zacharias Topelius                                                      | Ernst Eklund                 | Skansens friluftsteater          |
| 1937 | Bordier                     | Timmen H Pierre Chaine                                                                      | Ernst Eklund                 | Komediteatern                    |
| 1940 | Generalen                   | Trettio sekunder kärlek Aldo De Benedetti                                                   | Ernst Eklund                 | Oscarsteatern                    |
| 1942 |                             | Blåjackor Lajos Lajtai, André Barde och Lauri Wylie                                         | Leif Amble-Naess             | Oscarsteatern                    |
| 1942 |                             | Kvinnan väntar Artur Lundkvist                                                              | Anna Norrie Sandro Malmquist | Folkan                           |
| 1944 | Doktor Einstein             | Arsenik och gamla spetsar Joseph Kesselring                                                 | Hasse Ekman                  | Oscarsteatern                    |
| 1945 | Medverkande                 | En glädjande tilldragelse, revy Kar de Mumma                                                | Leif Amble-Naess             | Blancheteatern                   |
| 1948 | Follenvie                   | Fettpärlan Gösta Sjöberg                                                                    | Harry Roeck-Hansen           | Blancheteatern                   |
| 1950 |                             | Hamlet William Shakespeare                                                                  | Johan Falck                  | Norrköping-Linköping stadsteater |

## Radioteater
| År   | Roll             | Produktion                  | Regi          |
| ---- | ---------------- | --------------------------- | ------------- |
| 1948 | Bastien, betjänt | Vi skiljas Victorien Sardou | Rune Carlsten |